# Nivelles-Baulers
Nivelles-Baulers egy versenypálya volt Belgiumban, 30 km-re délkeletre Brüsszeltől. 1972-ben és 1974-ben itt rendezték a Formula–1 belga nagydíját. Mindkét versenyt Emerson Fittipaldi nyerte.

## Győztesek listája
Formula–1-es világbajnokság
| Év   | Dátum     | Versenyző          | Csapat       | Riport |
| ---- | --------- | ------------------ | ------------ | ------ |
| 1974 | Május 12. | Emerson Fittipaldi | McLaren-Ford | Riport |
| 1972 | Június 4. | Emerson Fittipaldi | Lotus-Ford   | Riport |

## Külső hivatkozások
- A pálya a StatsF1.com-on (angolul)
- Egy modern F1-pálya gyors halála – Nivelles-Baulers-ről a Belsőség blogon (magyarul)